# Hozana Kotorska
Hozana Kotorska (hrvaško Ozana Kotorska), hrvaška dominikanska tretjerednica iz Črne gore in blaženica, * 25. novembra 1493, Relezi, † 27. aprila 1565, Kotor.

## Življenjepis
Leta 1507 je prišla v Kotor, kjer je bila služkinja v družini Buća. Odločila se je, da bo življenje preživela kot »obzidana devica« (samotarka), v pritlični puščavniški celici, kakršne so takrat gradili ob cerkvah, od katerih se je ena odpirala proti svetišču, druga pa navzven. Vmes je postala dominikanska tretjerednica in dobila ime Ozana. Sedem let je preživela v celici ob kapeli sv. Jerneja (hrvaško sv. Bartola), nato pa se je preselila v puščavnico ob cerkvi sv. Pavla, kjer je nadaljevala svoje spokorno življenje.

## Češčenje
Po njeni smrti so dominikanci začeli širiti njeno češčenje v Italiji, Španiji, Franciji, Nemčiji in na Nizozemskem.
Katoliška cerkev praznuje njen spomin 27. aprila. Je zaščitnica Kotorja in Škofije Kotor. Papež Pij XI. jo je 21. decembra 1927 razglasil za blaženo. S tem je postala prva hrvaška razglašena blažena.